# Tarita
Tarita, de son vrai nom Tarita Teriipaia, née le 29 décembre 1941 à Bora-Bora (Polynésie française) d'un père polynésien et d'une mère chinoise, est une actrice française, qui fut l'épouse de Marlon Brando.

## Biographie
En 1960, l’équipe de tournage du film Les Révoltés du Bounty débarque dans le grand hôtel à Papeete où Tarita, alors âgée de 19 ans, travaille. Embauchée d'abord comme figurante dans le film, Marlon Brando, qui joue le rôle du chef des mutins Fletcher Christian, la remarque et finit par l'imposer à la production afin qu'elle tienne le rôle de Maimiti, la compagne du lieutenant Christian. Cette interprétation lui vaudra une nomination aux Golden Globes. La même année Tarita devint la troisième femme de Brando. De leur union naquirent deux enfants, un fils Simon Teihotu (né en 1963), et une fille Cheyenne Brando (1970-1995). Le couple divorça en 1972.
Quelques mois après le décès de Marlon Brando en 2004, Tarita publia ses mémoires, intitulés Marlon Brando, mon amour, ma déchirure.

## Filmographie
- 1962 : Les Révoltés du Bounty de Lewis Milestone : Maimiti
- 1985 : That's Dancing!, documentaire de Jack Haley Jr : elle-même
- 2007 : Brando, documentaire de Mimi Freedman et Leslie Greif : elle-même

## Source
- (en) Cet article est partiellement ou en totalité issu de l’article de Wikipédia en anglais intitulé « Tarita Teriipaia » (voir la liste des auteurs).